# Rik Van Nutter
Rik Van Nutter, né le 1er mai 1929 à Pomona (Californie) et mort le 15 octobre 2005 à West Palm Beach (Californie), est un acteur américain dont la carrière s'est principalement déroulée en Italie.
Outre ses rôles en Italie, on se souvient principalement de lui pour avoir interprété le rôle de l'agent de la CIA Felix Leiter dans le quatrième épisode des aventures cinématographiques de James Bond : Opération Tonnerre (1965).
Il fut marié à l'actrice Anita Ekberg de 1963 à 1975.

## Filmographie
- 1960 : Le Vainqueur de l'espace (Space Men) d'Antonio Margheriti
- 1965 : Opération Tonnerre (Thunderball) de Terence Young : Felix Leiter
- 1966 : Intrigue à Suez (Un colpo da mille miliardi) de Paolo Heusch : Fraser
- 1967 : Joe l'implacable (Joe l'implacabile) d'Antonio Margheriti : Joe Ford, dit « Dynamite Joe »